# ألفين والسناجب :رقاقة الطريق
ألفين والسناجب :رقاقة الطريق هو فيلم كوميدي تم إنتاجه في الولايات المتحدة وصدر في سنة 2015. من بطولة جايسون لي وجوستين وونغ وجيسي مكارتني وكريستينا أبلغيت وآنا فاريس.

## القصة
تدور أحداث الفيلم حول سوء تفاهم يحدث بين السناجب الثلاثة ألفين وسيمون وثيودور وصاحبهم ديف، حيث يظن الثلاثة أن دايف سيتزوج من صديقته وسيعيش معها في نيويورك، الأمر الذي يعني أنه سوف يتخلص منهم جميعا بلا رجعة.

## وصلات خارجية
- ألفين والسناجب :رقاقة الطريق على موقع IMDb (الإنجليزية)
- ألفين والسناجب :رقاقة الطريق على موقع ميتاكريتيك (الإنجليزية)
- ألفين والسناجب :رقاقة الطريق على موقع روتن توميتوز (الإنجليزية)
- ألفين والسناجب :رقاقة الطريق على موقع نتفليكس (الإنجليزية)
- ألفين والسناجب :رقاقة الطريق على موقع قاعدة بيانات الأفلام العربية
- ألفين والسناجب :رقاقة الطريق على موقع ألو سيني (الفرنسية)
- ألفين والسناجب :رقاقة الطريق على موقع Turner Classic Movies (الإنجليزية)
- ألفين والسناجب :رقاقة الطريق على موقع أول موفي (الإنجليزية)
- ألفين والسناجب :رقاقة الطريق على موقع بوكس أوفيس موجو (الإنجليزية)
- ألفين والسناجب :رقاقة الطريق على موقع فيلمافينيتي (الإسبانية)